# Sailly (Haute-Marne)
Sailly ist eine französische Gemeinde mit 33 Einwohnern (Stand: 1. Januar 2022) im Département Haute-Marne in der Region Grand Est. Sie gehört zum Kanton Poissons und zum Arrondissement Saint-Dizier. 
Die Gemeinde Sailly liegt in einem Seitental des Rongeant, zehn Kilometer östlich von Joinville. Sie grenzt im Nordwesten an Montreuil-sur-Thonnance, im Norden an Aingoulaincourt, im Nordosten an Échenay, im Osten und im Südosten an Thonnance-les-Moulins und im Südwesten und im Westen an Noncourt-sur-le-Rongeant.

## Bevölkerungsentwicklung

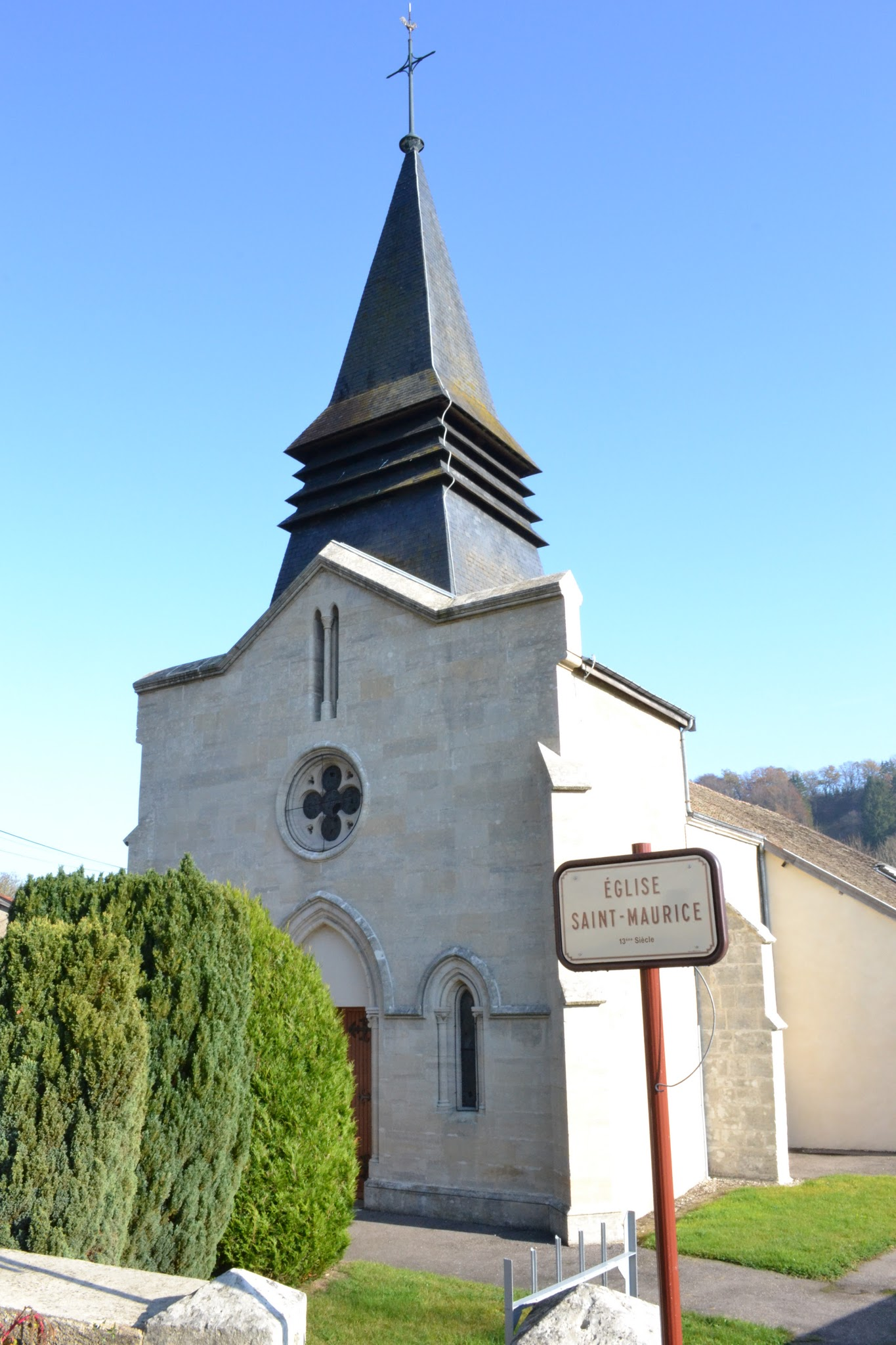
Kirche Saint-Maurice

| Jahr                       | 1962 | 1968 | 1975 | 1982 | 1990 | 1999 | 2008 | 2018 |
| -------------------------- | ---- | ---- | ---- | ---- | ---- | ---- | ---- | ---- |
| Einwohner                  | 98   | 68   | 61   | 60   | 58   | 45   | 47   | 33   |
| Quellen: Cassini und INSEE |      |      |      |      |      |      |      |      |